# Midtown Madness 2
Midtown Madness 2 è un videogioco di guida open World sviluppato da Angel Studios (ora Rockstar San Diego) e pubblicato da Microsoft. È uscito per Microsoft Windows in Nord America il 22 settembre 2000 e in Europa il 6 ottobre 2000. È il secondo capitolo della serie Midtown Madness che comprende anche Midtown Madness e Midtown Madness 3. Il gioco è ambientato a Londra e a San Francisco, che presentano tutti i loro luoghi più famosi, da Buckingham Palace al Golden Gate Bridge.

## Modalità di gioco
Sono presenti due modalità di gioco principali: nella modalità "Crash Course", in cui il giocatore impersona un tassista o uno stuntman alle prime armi e deve superare varie prove per sbloccare automobili e verniciature speciali. Nella modalità "Races" il giocatore è libero di scorrazzare liberamente per una delle due città del gioco ("Cruise") o di gareggiare in gare contro il tempo ("Blitz") o conto altre auto ("Checkpoint" e "Circuit").
È inoltre disponibile una grande quantità di MOD, dalle città alle vetture, scaricabili liberamente dalla rete, principalmente in lingua Inglese e Francese.

## Veicoli
Nel gioco sono presenti venti veicoli, qui elencati con i nomi originali:
- Mini Cooper Classic
- VW New Beetle
- Taxi Londinese
- Cadillac Eldorado
- Ford F-350
- Ford Mustang GT
- Ford Mustang Cruiser
- Ford Mustang Fastback
- Panoz Roadster
- City Bus
- Double-Decker Bus
- Freightliner Century
- New Mini Cooper
- VW New Beetle Dune
- VW New Beetle RSi
- Light Tactical Vehicle
- Audi TT
- Aston Martin DB7 Vantage
- Panoz GTR-1
- American LaFrance Fire Truck